# Lugansk
Lugansk ou Luhansk (em russo: Луганск, em ucraniano:  Луганськ) é uma cidade, a capital Oblast de Lugansk da Ucrânia. A cidade é reconhecida internacionalmente como parte da Ucrânia, embora seja administrada pela Rússia como capital da auto-proclamada República Popular de Luhansk (RPL).
Foi denominada Voroshilovogrado entre 1935–1958 e entre 1970–1990, em homenagem a Kliment Vorochilov, herói de guerra soviético.
É o principal centro econômico e demográfico da República Popular de Lugansk. Em 2021, sua população era de 399.559 habitantes.

## História
A história da cidade inicia-se em 1795, quando o industrial britânico Charles Gascoigne fundou uma fábrica metalúrgica perto do assentamento de cossacos zaporozhianos Kamianyi Brid. O assentamento em torno da fábrica era conhecido como Luganskiy Zavod. Em 1882, o assentamento fabril Luganskiy Zavod foi fundido com o povoado de Kamianyi Brid, tornando-se a cidade de Lugansk. Localizada na bacia carbonífera de Donets, Lugansk tornou-se um importante centro industrial da Europa Oriental, particularmente como sede da grande empresa de construção de locomotivas Luhanskteplovoz.
Em 5 de novembro de 1935, a cidade foi renomeada para Voroshilovogrado, em homenagem ao comandante militar e político soviético Kliment Voroshilov. A cidade foi ocupada pela Alemanha Nazista entre 14 de julho de 1942 e 14 de fevereiro de 1943.
Em 5 de março de 1958, com o apelo de Nikita Khrushchov para não dar nomes de pessoas vivas às cidades, o antigo nome foi restabelecido. Em 5 de janeiro de 1970, após a morte de Voroshilov em 2 de dezembro de 1969, o nome mudou novamente para Voroshilovogrado. Finalmente, em 4 de maio de 1990, um decreto do Soviete Supremo da República Socialista Soviética da Ucrânia devolveu à cidade o seu nome original.
Em 1994, um referendo ocorreu no Oblast de Donetsk e no Oblast de Lugansk, com cerca de 90% apoiando que a língua russa ganhasse status de língua oficial ao lado da ucraniana, e para a língua russa ser uma língua oficial em nível regional; no entanto, o referendo foi anulado pelo governo ucraniano.

### Agitação pró-Rússia em Lugansk, abril de 2014
Durante a Guerra Civil no Leste da Ucrânia, os separatistas tomaram edifícios governamentais na região, proclamando a República Popular de Lugansk. Um referendo de independência, inconstitucional sob a lei ucraniana, foi realizado em 11 de maio de 2014. Este referendo não foi reconhecido como legítimo por nenhum governo, exceto pela Ossétia do Sul. A Ucrânia não reconhece o referendo, enquanto a União Europeia e os Estados Unidos disseram que os referendos eram ilegais.
Em 25 de junho de 2014, o governo separatista da República Popular de Lugansk declarou Lugansk a capital.
Em agosto de 2014, as forças do governo ucraniano cercaram completamente Lugansk, controlada pelos rebeldes. O bombardeio pesado causou baixas civis na cidade. Em 17 de agosto, soldados ucranianos entraram em Lugansk, controlada pelos rebeldes, e por algum tempo controlaram uma delegacia de polícia.
Após a contra-ofensiva de Ilovaisk, as forças da República Popular de Lugansk recuperaram Lutuhyne e outros subúrbios de Lugansk. As forças ucranianas se retiraram do Aeroporto Internacional de Lugansk em 1º de setembro após intensos combates.
Lugansk tornou-se a capital e o centro administrativo do estado rebelde da República Popular de Lugansk. A administração do Oblast de Lugansk foi transferida para Sievierodonetsk pelo governo da Ucrânia.

## Infraestrutura
A cidade dispõe do Aeroporto Internacional de Lugansk.

### Educação
Algumas das universidades mais prestigiadas da Ucrânia e da República Popular de Lugansk têm sua sede em Lugansk. Localiza-se na cidade os campi principal da Universidade Nacional Taras Shevchenko de Lugansk, da Universidade do Estado de Lugansk Volodymyr Dahl e da Universidade Médica do Estado de Lugansk.

## Cultura e lazer

### Desportos
Lugansk é a casa do Futbolniy Klub Zorya, que disputa o Campeonato Ucraniano de Futebol e joga no Estádio Avanhard. O clube ganhou a Liga Soviética de 1972.

### Cidades-irmãs
A política das cidades-irmãs tem como objetivo a criação de relações e protocolos, notadamente na esfera econômica e cultural, de modo que cidades estabeleçam entre si laços de cooperação. São cidades-irmãs de Lugansk:
- Cardife, País de Gales[26]
- Lublin, Polônia[27]
- Székesfehérvár, Hungria[28]
- Daqing, China[29]
- Saint-Étienne, França
- Pernik, Bulgária

## Pessoas famosas de Lugansk
- Valeriy Brumel — (1942-2003), um famoso campeão olímpico soviético.
- Sergei Bubka — (nascido em 1963), atleta soviético de salto com vara, antigo detentor do recorde mundial, e campeão olímpico.
- Vasiliy Bubka — (nascido em 1960), atleta soviético de salto com vara.
- en: Vladímir Dal — (1801-1872), maior lexicógrafo russo.
- es: Inna Derusova — (1970 - 2022), primeira mulher a receber postumamente a distinção de Heróina da Ucrânia.[30]
- Fedor Emelianenko — (nascido em 1976), campeão de artes martiais.
- Yury Yenenko — (1939-1996), foi um médico , escritor e figura cultural ucraniano .
- Andriy Serdinov — (nascido em 1982), nadador ucrâniano.
- Kliment Voroshilov — (1881-1969), comandante militar soviético.
- Aleksandr Zavarov — (nascido em 1961), um famoso soviético, treinador e jogador de futebol.